# 오의
오의(중국어 정체자: 吳懿, 간체자: 吴懿, 병음: Wú Yì 우이[*]) 또는 오일(중국어 정체자: 吳壹, 간체자: 吴壹, 병음: Wú Yī 우이[*], ? ~ 237년)은 중국 후한 말 ~ 삼국시대 촉한의 장수로 자는 자원(중국어 정체자: 子遠, 간체자: 子远, 병음: Zǐyuǎn 쯔위안[*])이다. 어려서 아버지를 잃은 후 익주목 유언을 의지하였다. 누이는 유비와 재혼해 황후가 되었으며 자신도 고위 관리로 활동했다. 《삼국지》에서는 한결같이 오일이라 표기하였으며 사료의 일실로 인해 열전은 수록되지 못했다.

## 생애
연주 진류군(현재의 허난성 카이펑시) 출신이다. 어려서 아버지를 잃고 유언을 따라 촉으로 들어갔다. 유언은 죽은 아버지와 교분이 있었다. 유언의 아들 유장 때 중랑장을 하였다. 212년(건안 17년) 유비가 촉을 침략하였다. 213년 유괴, 냉포, 장임, 등현과 같이 광한군 부현(涪縣)으로 나아가 유비를 저지하려 했으나 격파되었다. 오의는 유비에게 투항하고 토역장군(討逆將軍)에 임명되었다. 익주가 평정된 뒤 호군(護軍)을 지냈으며 과부였던 누이는 유비에게 재가하였다. 221년(장무 원년) 관중도독(關中都督)을 맡았다. 223년(건흥 원년) 도정후(都亭侯)에 봉해졌다. 230년 남안군께에서 위연과 힘을 합쳐 위나라 후장군 비요, 옹주자사 곽회를 격파한 공으로 고양향후(高陽鄕侯)로 진봉되고 좌장군에 올랐다. 234년 제갈량이 사망한 후 거기장군 겸 옹주자사에 가절(假節)까지 받고 독한중직을 수행하였다. 작위는 제양후(濟陽侯)에 이르렀다. 237년 세상을 떠났다.

## 평가
고상하면서도 강직했으며 널리 사랑하는 마음씨도 있었다. 약한 것으로 강한 것을 제어하면서도 위험에 빠지지 않았다. 228년 제갈량이 첫 북벌을 개시했을 때 사람들은 노련한 위연이나 오의가 그 선봉을 이끌어야 한다고 주장하기도 하였다.

## 인명
《삼국지》에서는 일률적으로 오일, 《화양국지》에서는 일률적으로 오의라 하였다. 후대 사서들은 오일과 오의를 혼용하였다. 《삼국지》의 저자 진수가 사마의의 이름인 懿(의)를 피휘한 것이 아닐까라는 이야기가 있으나 《삼국지》의 다른 부분에선 懿, 昭(소), 炎(염) 모두 잘만 쓰고 있어 피휘는 아님을 알 수 있다. 사마의의 아들이 사마소, 손자가 사마염이며 사마염이 서진의 초대 황제로 등극하였다.

## 삼국지연의
사서가 아닌 소설 《삼국지연의》에서는 오의라 표기하였다. 낙성 전투의 서전에서 등현이 전사하는 등 전황이 좋지 않자 오란과 뇌동을 부장으로 삼고 유순과 함께 그 원군으로 간다. 장임이 거짓으로 패하며 유인한 장비를 협공하여 궁지에 몰지만 시기적절하게 당도한 조운에게 사로잡히고 투항한다. 이후 제갈량의 북벌에 종군하여 오반과 더불어 제갈량의 지시를 성실히 이행한다. 제갈량 사후 거기장군이 되어 한중을 진수하는 것을 마지막으로 더 이상 등장하지 않는다.

## 가계
- 누이 : 목황후
- 손자 : 오교(吳喬)[7]

## 같이 보기
- 삼국지 인물 목록

## 참고 문헌
- 진수, 《삼국지》45권 촉서 제15 양희

| 전임 유염 | 촉한의 거기장군 234년 ~ 237년 | 후임 ? (243년부터 등지) |